# EuroAir
EuroAir was een luchtvaartmaatschappij met als thuishaven Athene in Griekenland. Zij leverde reguliere diensten en zakenchartervluchten. Zij was gestationeerd op de luchthaven Athene.

## Code Data
- IATA Code: 6M
- ICAO Code: EUP
- Roepletters: Eurostar

## Geschiedenis
De luchtvaartmaatschappij werd in 1995 opgezet en begon datzelfde jaar met het leveren van diensten. De eerste diensten waren luchttaxi's, chartervluchten, helikoptervluchten en luchtambulances. De activiteiten van deze maatschappij werden gestaakt op 16 maart 2009.

## Luchtvloot
De luchtvloot van EuroAir bestond uit 1 BAe ATP (januari 2005).